# Fluxbuntu
Fluxbuntu je již nevyvíjená a neaktivní linuxová distribuce založená na Ubuntu zaměřená na méně výkonné počítače a mobilní zařízení.. Projekt byl vyvíjen jen několik měsíců, první verze byla uvolněna 17. května 2007, poslední verze 7.10 RC byla vydána 10. října 2007. Fluxbuntu není oficiální součástí projektu Ubuntu.

## Softwarová výbava
Používá minimalistický správce oken Fluxbox a výběr balíčků je zaměřen na nízkou spotřebu výpočetních zdrojů. Systém lze provozovat na počítači s 64MB paměti a s 1,5GB velký pevným diskem. Distribuce zahrnuje jako textový editor primárně AbiWord, jako webový prohlížeč Kazehakase, komunikační program Pidgin